# Nowe Drzewce
Nowe Drzewce – wieś w Polsce położona w województwie lubuskim, w powiecie wschowskim, w gminie Szlichtyngowa.
W latach 1975–1998 miejscowość administracyjnie należała do województwa leszczyńskiego.